# Mercedes Jones
 (février 2023).
Les informations dans cet article sont mal organisées, redondantes, ou il existe des sections bien trop longues. Structurez-le ou soumettez des propositions en page de discussion.
Avec le temps, il arrive que le contenu présent dans un article devienne désordonné. Il est souvent nécessaire de réorganiser l'article de fond en comble.
- Il faut tout d’abord répartir le contenu de l'article en plusieurs sections. Les informations doivent ensuite être exposées clairement et le plus synthétiquement possible, regroupées par sujet afin d'éviter les doublons. Quelqu'un cherchant une information précise doit pouvoir la trouver rapidement en lisant la section appropriée.
- À l'intérieur de chaque section, le texte, souvent initialement sous la forme de phrases éparses, doit être regroupé dans des paragraphes de quelques lignes, en assurant un enchaînement logique et une cohérence entre les phrases.
- Lorsque l'article ou l'une de ses sections développe trop longuement un point qui n'est pas dans le cœur du sujet traité, il convient de faire une synthèse et de transférer l'ancien contenu dans des articles plus appropriés (en cas de transfert, il faut impérativement respecter la procédure Aide:Scission).

Si vous pensez que ces points ont été résolus, vous pouvez retirer ce bandeau et améliorer le plan d'un autre article.
Mercedes Jones est un des personnages principaux de la série télévisée américaine Glee, interprétée par Amber Riley et doublée en français par Adeline Moreau. Elle est apparue dans le premier épisode de Glee. Mercedes a été développée par les créateurs de Glee, Ryan Murphy, Brad Falchuk et Ian Brennan.
Elle est étudiante à l'école de fiction William McKinley dans la ville de Lima, en Ohio. Elle rejoint la chorale du lycée William McKinley dès le premier épisode de la série. À la fin de la saison 3, elle décide de s'installer à Los Angeles pour entamer une carrière de chanteuse solo et vendre son premier album. On la retrouve régulièrement dans la saison 5 où elle s'installe à New York après l'échec de son expérience à Los Angeles. Elle vit dans un appartement avec Sam Evans.
C'est une chanteuse qui a une forte puissance vocale, qui se spécialise dans des styles musicaux traditionnellement associés à la communauté afro-américaine dont elle fait partie : Soul, Jazz, RnB.
Elle est diplômée à la fin de la saison 3 et n'est pas régulière dans la saison 4, puis elle revient régulièrement au milieu de la saison 5.

## Saison 1
Mercedes a un frère à l'université et semble provenir d'un milieu aisé (son père est dentiste). Elle s'est toujours considérée comme une diva et auditionne pour la nouvelle chorale du lycée dès sa relance par Will Schuester, qu'elle convainc avec son interprétation de la chanson "Respect". Elle développe des sentiments pour Kurt Hummel, ignorant qu'il est gay. Même si elle est blessée quand il la rejette, Mercedes est favorable quand il lui confie sa sexualité, et ils deviennent meilleurs amis. Après Rachel Berry, elle demeure l'élève la plus convaincue de son propre talent : tout au long de la première partie de la saison, elle ne va cesser de vouloir prouver son potentiel vocal et son talent, ainsi que réclamer plus de solos et d'apparitions lors des numéros de la chorale. Néanmoins, elle intègre souvent dans ses revendications les mêmes faveurs pour des membres moins sollicités de la chorale (Tina Cohen-Chang, Kurt, Artie Abrams...) contre les « favoris » de Will (Rachel et Finn Hudson). Sa volonté de donner une exposition égale à tous les membres de la chorale la rend populaire et puissante au sein du groupe. Mercedes obtient enfin gain de cause lorsqu'elle s'oppose à ce que Rachel obtienne le solo pour les Communales et impressionne l'ensemble du groupe avec son interprétation de "And I am telling You I'm not going" de la comédie musicale Dreamgirls. Rachel lui concède de son plein gré le solo, ce qui permet ainsi de réconcilier les deux rivales. La liste des chansons ayant été donnée à leurs adversaires, Mercedes convainc plus tard Rachel de reprendre le solo lorsqu'ils se voient obligés de créer un nouveau spectacle à la dernière minute, admettant ne pas pouvoir égaler ses capacités sans une longue préparation.
La seconde partie de la série voit Mercedes aux prises avec son identité et sa popularité au sein du lycée. Contre toute attente, Sue Sylvester lui offre une place au sein des Cheerios (elle la lui avait clairement refusée plus tôt durant l'année). Mercedes accepte : elle aspire en effet à une plus grande reconnaissance au sein de son école et veut multiplier les occasions de briller. Elle déchante néanmoins rapidement lorsque Sue lui impose une perte de poids sévère sous peine d'être expulsée de l'équipe; Mercedes entre dans un début de spirale anorexique avant d'en être dissuadée par Quinn Fabray qui lui raconte ses propres expériences en la matière. Une amitié se développe entre Mercedes et Quinn, elle invite Quinn à vivre avec sa famille après que les parents de Quinn l'expulsent car elle est enceinte, et la soutient dans la naissance de sa fille.
Mercedes exprime son refus du régime et de la discrimination publiquement en "sabotant" la représentation des Cheerios avec son interprétation de "Beautiful". Néanmoins l'évènement tourne à l'avantage de Sue, qui ne mettra donc pas ses menaces à exécution. Mercedes finit par quitter les Cheerios de sa propre initiative un peu plus tard, après l'échec de sa relation avec Noah Puckerman, trouvant que son implication dans son groupe renvoie d'elle une image qui ne lui ressemble pas.

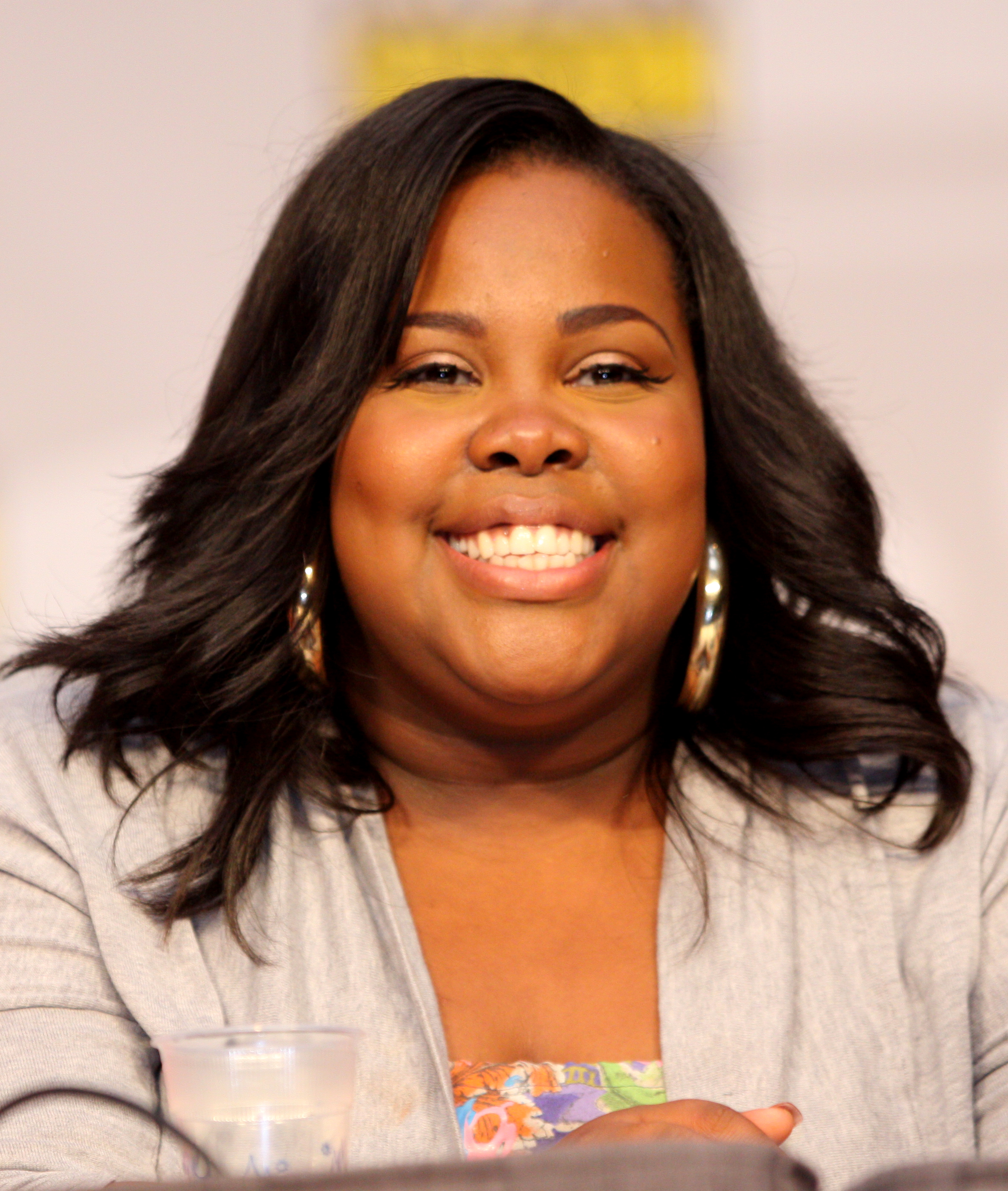
Amber Riley interprète le rôle de Mercedes Jones.

### Interprétation

#### Solo ou solo avec les New Directions ou autres
- Respect (Aretha Franklin)
- Bust Your Windows (Jazmine Sullivan)
- Don't Make Me Over (Dionne Warwick)
- And I Am Telling You I'm Not Going (Dreamgirls)
- Beautiful (Christina Aguilera)  avec les lycéens

#### Duo/trio/quatuor et + ou duo/trio/quatuor et + avec les New Directions ou autres
- Take a Bow (Rihanna)  avec Rachel Berry et Tina Cohen-Chang
- Hate on Me (Jill Scott)  avec Tina Cohen-Chang et les New Directions de Sue Sylvester
- 4 Minutes (Madonna feat Justin Timberlake et Timbaland)  avec Kurt Hummel
- U Can't Touch This (MC Hammer)  avec Tina Cohen-Chang, Brittany S.Pierce, Artie Abrams et Kurt Hummel
- The Lady Is a Tramp (Sammy Davis, Jr.)  avec Noah Puckerman
- The Boy is Mine (Brandy and Monica)  avec Santana Lopez
- Good Vibrations (Marky Mark and the Funky Bunch feat Loleatta Holloway)  avec Finn Hudson et Noah Puckerman

## Saison 2
Rachel déclare à Kurt et Mercedes qu'elle compte effrayer Sunshine, une nouvelle élève qui souhaite faire son entrée parmi les New Directions, car celle-ci pourrait les éclipser. Même si elle sait qu'en sa présence elle aura moins de solos, Mercedes considère que Sunshine serait une chance supplémentaire d'arriver aux Nationales. Elle en veut durablement à Rachel lorsqu'elle découvre que Sunshine a rejoint les Vocale Adrenaline.
Lorsque Burt, le père de Kurt, tombe malade, elle propose son aide à Kurt mais ce-dernier refuse dans un premier temps. Elle est cependant très émue lorsqu'il interprète I Want to Hold Your Hand ,et ne sachant pas quoi lui dire, elle l'invite à l'église malgré sa réticence. Elle y demande aux fidèles de prier pour que Burt se rétablisse et interprète Bridge Over Troubled Water avec la chorale pour remonter le moral de Kurt. Il confie plus tard  à Mercedes qu'il pense que Sam, nouveau-venu dans la choral, est homosexuel mais elle n'est pas de son avis. Elle interprète avec Maestria River Deep, Mountain High en duo avec Santana dans Duel de Duos.
Le Glee Club monte la comédie musicale Rocky Horror Show et Mercedes prend le rôle mineur de Columbia, puis elle préfère changer pour le rôle plus important et extravagant de Freak-n-Furter qui lui permet de chanter Sweet Transwestite. 
Elle est indignée lorsque Sue devient le proviseur par intérim du lycée et qu'elle bannit les potatoes du menu de la cantine. Elle se sent de plus en plus seul car Kurt passe de moins en moins de temps avec elle, plus occupé à envoyer des messages à Blaine. Elle se désespère  en voyant Kurt quitter le lycée McKinley. C'est avec enthousiasme qu'elle continue à le soutenir lors de ses performances avec les Warblers.
Rachel organise une soirée pyjama où elle invite Kurt et Mercedes afin de parler de relations amoureuses. Mercedes se lamente d'être la seule célibataire parmi eux mais ils lui rappelle que de nombreuses chanteuses sont devenues des stars en étant célibataires. Quand Sue rentre au Glee Club, elle tente de monter Rachel et Mercedes l'une contre l'autre dans un duel de divas durant lequel elles chantent et finissent par se faire une accolade. Elle rejoint peu après le Club de Chasteté du lycée.
Mercedes écrit une chanson originale intitulée Hell to The No et la met sur la liste du Glee Club pour le concours.Si Will pense que c'est une grande chanson, il ne pense pas qu'elle peut être soumise au concours. Elle est un sujet d'inspiration pour la chanson Loser Like Me que le Glee Club interprète aux Régionales. Ils finissent par gagner.
Lorsqu'un concert de charité est organisé, Mercedes veut un solo mais est déplacée vers un moment moins important dans le programme. Lauren est surprise par son incapacité à se battre pour elle-même, et devient son manager ; elle suggère qu'elle fasse comme les divas des demandes afin de s'assurer qu'ils apprécient son talent. Déçue de la place qu'on lui a accordée dans le programme, elle décide de quitter les coulisses pendant le spectacle, mais Rachel va à sa rencontre pour lui dire que ce n'est pas son comportement de diva qui fait d'elle une diva mais son talent. Finalement, Mercedes prend le tour de chant de Rachel en effectuant une interprétation époustouflante de Aretha Franklin "Aint no way", à tel point que Rachel ne cherche même pas à chanter après elle.
Mercedes n'a pas de cavalier pour le bal de promo. Elle déclare que même si elle chante des chansons prônant son indépendance elle voudrait être accompagnée au bal de promo. Elle assiste au bal de sa promo des juniors dans le cadre d'un groupe avec Rachel et Sam. Dans le dernier épisode de la saison, "Les lumières de Broadway", Sam et Mercedes sortent ensemble.

### Interprétation

#### Solo ou solo avec les New Directions ou autres
- Bridge over Troubled Water (Aretha Franklin)
- Hell to the No (Composition originale)
- Ain't No Way (Aretha Franklin)
- Try a Little Tenderness (Otis Redding)

#### Duo/trio/quatuor et + ou duo/trio/quatuor et + avec les New Directions ou autres
- I Look to You (Whitney Houston)  avec Tina Cohen-Chang et Quinn Fabray
- River Deep – Mountain High (Ike and Tina Turner)  avec Santana Lopez
- Sweet Transvestite (The Rocky Horror Show)  avec Santana Lopez et Brittany S.Pierce
- Dog Days Are Over (Florence and the Machine)  avec Tina Cohen-Chang et les New Directions
- Take Me or Leave Me (Rent)  avec Rachel Berry
- Blame It (On the Alcohol) (Jamie Foxx feat. T-Pain)  avec Artie Abrams, Noah Puckerman et Santana Lopez
- Born This Way (Lady Gaga)  avec Kurt Hummel, Tina Cohen-Chang et les New Directions
- Dancing Queen (ABBA)  avec Santana Lopez

## Saison 3
Au début de la saison, Mercedes n'est plus en couple avec Sam car celui-ci a déménagé mais avec Shane, un membre de l'équipe de football, afro-américain comme elle.
Rachel Berry auditionne pour le rôle de Maria dans la pièce de l'école de West Side Story. Le jury pense la prendre pour interpréter le rôle mais Mercedes interprète Spotlight, et impressionne les membres du jury. À la fin, il est décidé qu'il y aura une semaine de représentation en plus. Rachel accepte mais Mercedes refuse et dit avoir chanté mieux que Rachel, et n'admet pas qu'une semaine supplémentaire ait été rajoutée seulement pour lui faire plaisir. Elle est inscrite d'office dans un Booty Camp pour apprendre les chorégraphies mais elle se débrouille très mal et est prise de mal-aise. Exaspéré, Will  lui reproche ses retards fréquents et son manque d'investissement.Elles finissent par monter toutes les deux sur scène afin d'interpréter un duo. Le jury fait un compris pour que Rachel et Mercedes puisse toutes les deux interpréter le rôle. Néanmoins, Mercedes ne supporte pas qu'on érige Rachel au même niveau qu'elle.Elle quitte les New Directions.
Après avoir donné sa semaine de chant dans la pièce de l'école à Rachel, elle rejoint le groupe de Shelby Corcoran en disant qu'elle est la « nouvelle étoile », puis elle convainc Santana et Brittany de rejoindre le groupe désormais dénommé The Troubletones. On la déclare leader du groupe, et elle assiste à la première de West Side Story même si elle n'y participe pas. Sam revient chez les New Directions et fait des avances à Mercedes, mais elle lui rétorque qu'elle est déjà en couple avec Shane et lui fait comprendre que leur histoire appartient au passé.
Pendant les sélections du concours des jeunes talents elle et les « Troubletones » perdent face au « New Directions ».Plus tard après le concours, elle refuse de retourner au « Glee club » mais, face aux propositions de Quinn, Santana ainsi que Britanny et elle-même y retournent. Elle s'illustre dans l'épisode consacré à Noël où elle interprète All I Want For Christmas Is You en solo, My Favorite Things avec Rachel, Blaine et Kurt, et Do They Know It's Christmas ? en groupe. Plus tard, elle se découvre une certaine affection pour Sam qui a intégré l'équipe de natation du lycée uniquement pour la séduire après son retour même si elle lui a dit auparavant que leur histoire était juste un amour de vacances. Ils se découvrent un amour réciproque et finissent par s'embrasser après avoir interprété Human Nature (3x11).Malgré cela elle n'a pas totalement rompu avec Shayne Tinsley et va douter dans l'épisode suivant (3x12), et ira même jusqu'à aller avec Sam demander de l'aide à Emma. À la fin de l'épisode, Shayne et Sam sont confrontés : Mercedes va déjeuner avec Shayne. Elle finira par embrasser Sam dans l'épisode (3x16) et ira avec lui au bal de promo (3x19).
En dehors de ses relations sentimentales, Mercedes fait partie des terminales n'ayant pas d'idées concernant ce qu'ils feront après le lycée. Sam la persuade d'aller vivre à Los Angeles et de devenir chanteuse une fois son diplôme obtenu. Elle rencontre Wade, un membre des Vocal Adrenaline qui lui demande des conseils à elle et à Kurt concernant son style vestimentaire. Après s'être moquées de l’œil au beurre noir du coach Beiste, le coach  Roz confie à Mercedes, Santana, Brittany, Tina et Sugar la tâche d'interpréter une chanson donnant de l'estime aux femmes battues. Elles interprètent Cell Block Tango qui s'avère être une catastrophe, puis Shake it Out qui ravit tant Beiste que le coach Roz.
Elle tombe malade le jour des Nationales à Chicago et compromet gravement ses chances de participer au concours. Elle est guérie par un remède secret préparé par Sue, ce qui lui permet d'assurer la prestation des New Directions. Le Glee Club finit par gagner. Son diplôme lui est remis à la fin de l'année lors de la remise de diplômes du lycée et elle avoue qu'elle aurait aimé rester toute sa vie au lycée.

### Solo ou solo avec les New Directions ou autres
- All I Want for Christmas Is You (Mariah Carey)  avec les New Directions
- Don’t Wanna Lose You (Gloria Estefan)
- I Will Always Love You (Whitney Houston)

### Duo/trio/quatuor et + ou duo/trio/quatuor et + avec les New Directions ou autres
- Spotlight (Jennifer Hudson)  avec Tina Cohen-Chang et Brittany Pierce
- Out Here on My Own (Fame / Irene Cara)  avec Rachel Berry
- It's All Over (Dreamgirls)  avec les New Directions
- Candyman (Christina Aguilera)  avec Brittany Pierce, Santana Lopez et les Troubletones
- Rumour Has It / Someone Like You (Adele)  avec Santana Lopez et les Troubletones
- Survivor / I Will Survive (Destiny's Child / Gloria Gaynor)  avec Santana Lopez et les Troubletones
- My Favorite Things (La Mélodie du bonheur)  avec Rachel Berry, Blaine Anderson et Kurt Hummel
- Summer Nights (Grease)  avec Sam Evans et les New Directions
- The First Time Ever I Saw Your Face (Roberta Flack)  avec Rachel Berry, Tina Cohen-Chang & Santana Lopez
- Human Nature (Michael Jackson)  avec Sam Evans
- Black Or White (Michael Jackson)  avec Rachel Berry, Santana Lopez, Artie Abrams et Kurt Hummel
- Stereo Hearts (Gym Class Heroes ft. Adam Levine)  avec The God Squad (Quinn Fabray, Sam Evans et Joe Hart
- Cherish/Cherish (Madonna/The Association)  avec The God Squad
- Love Shack (The B-52's)  avec Kurt Hummel, Blaine Anderson, Rachel Berry et Brittany Pierce
- Disco Inferno (The Trammps)   avec Santana Lopez et Brittany Pierce
- Stayin' Alive (Bee Gees)  avec Finn Hudson, Santana Lopez et les New Directions
- How Will I Know (Whitney Houston)  avec Rachel Berry, Santana Lopez et Kurt Hummel
- My Love is Your Love (Whitney Houston)  avec Artie Abrams, Kurt Hummel, Blaine Anderson et les New Directions
- Shake It Out (Florence and the Machine) avec Santana Lopez et Tina Cohen-Chang
- Cell Block Tango (Chicago) avec Tina Cohen-Chang, Sugar Motta et Santana Lopez

## Saison 4
Mercedes apparaît de manière irrégulière dans cette saison car elle n'est plus un personnage récurrent.
Elle est de retour lors du 5e épisode de la saison avec Mike Chang pour superviser les auditions pour Grease. Elle aide les prétendants au rôles de Danny et de  Sandy en interprétant Born To Hand Jive. Elle revoit Kurt et Rachel dans les couloirs du lycée lors de la première de la comédie musicale. Elle revient à nouveau à Lima pour être le mentor de Wade. Elle retrouve Puck, Quinn, Santana, Mike et Finn.
Elle fait une apparition vidéo dans l'épisode 12 pour encourager Sam lors de la rédaction de sa dissertation pour l'université. Elle est présente au mariage de Will et Emma où elle interprète la chanson d'ouverture. Elle aidera les New Directions à se préparer pour les Régionales. Par la suite, on la voit telle qu'elle était dans la première saison dans l'imagination de Rachel pendant son audition à New York pour Funny Girl. Will lui demande d'être le coach vocal des New Directions. Elle annonce à Mike, Kurt et Blaine que son album s'appelle "Hell to the No" en référence a la chanson qu'elle a écrite lors de la saison 2. Elle continue de consoler Kurt qui craint pour la santé de son père.
Elle apporte une grande contribution aux nouveaux du Glee Club, notamment à Marley en chantant Superstition avec elle pour lui faire repousser ses limites vocales. Par la suite, elle demande à Jake de danser dans son futur clip. Elle se dispute avec Martin, son producteur. En effet, lors d'un flashback durant lequel on la voit en studio d'enregistrement pendant un photo-shoot pour la couverture de son CD, Martin lui demande alors de montrer plus de peau. Elle refuse et par conséquent, la sortie de son CD est reportée jusqu’à ce qu'elle accepte. En fin de compte, elle annonce aux New Directions qu'elle n'a plus de contrat et qu'elle enregistrera son album par ses propres moyens. Quand Brittany fait son discours d'adieu au Glee Club, elle rend un vibrant hommage à Mercedes et lui déclare qu'elle la considère comme sa sœur.

### Interprétations

#### Solo ou solo avec les New Directions ou autres
- Higher Ground (Stevie Wonder)

#### Duo/trio/quatuor et + ou duo/trio/quatuor et + avec les New Directions ou autres
- Born To Hand Jive (Grease) avec Marley Rose, Jake Puckerman et Ryder Lynn
- Homeward Bound / Home (Simon and Garfunkel /Phillip Phillips) avec Quinn Fabray, Finn Hudson, Mike Chang, Santana Lopez et Noah Puckerman
- Getting Married Today (Company) avec Emma Pillsbury et Will Schuster
- Superstition (Stevie Wonder) avec Blaine Anderson, Marley Rose et les New Directions

## Saison 5
Dans le premier épisode de la saison, Mercedes est présente lors de la demande en mariage de Blaine à Kurt. Lors du troisième épisode de la saison, on apprend la mort de Finn. Will annonce qu'il veut faire quelque chose juste pour eux et que si quelqu'un veut chanter, il pourra le faire le lendemain. Mais Mercedes intervient qu'elle ne pourra pas attendre vu que ça fait trois semaines qu'elle hurle son chagrin. Elle commence à dire que Finn avait chanté une chanson pour l'échographie de son "prétendu" bébé et elle interprète I'll Stand By You.
Elle réapparaîtra lors du douzième épisode de la saison qui marquera le centième épisode de la série.

### Interprétations

#### Solo ou solo avec les New Directions ou autres
- I'll Stand By You (The Pretenders) avec les New Directions
- Colorblind (Amber Riley)
- (You Make Me Feel Like) A Natural Woman (Amber Riley)
- I Wanna Know What Love Is (Foreigner)

#### Duo/trio/quatuor et + ou duo/trio/quatuor et + avec les New Directions ou autres
- I Am Changing (Dreamgirls)avec Kurt Hummel
- Doo Wop (That Thing) (Lauryn Hill) avec Santana Lopez
- Shakin' My Head (chanson originale) avec Brittany Pears
- Seasons Of Love (Rent) avec Santana, Kurt Hummel, Noah Puckerman, Mike Chang & Tina Cohen-Chang
- Defying Gravity (Wicked) avec Rachel Berry et Kurt Hummel
- Happy (Pharrell Williams) avec April Rodes, Will Schuester, Blaine Anderson, Holly Holliday
- Not While I'm Around (Sweeney Todd) avec Blaine Anderson, Rachel Berry et Sam Evans
- Pumpin Blood (Nonono) avec Rachel, Santana Lopez, Kurt Hummel et Blaine Anderson
- I Melt With You (Modern English) avec Rachel Berry, Sam Evans
- Take Me Home Tonight (Eddie Money) avec Maggie Banks, Rachel Berry, Sam Evans et Santana Lopez
- Pompeii (Bastille) avec Rachel Berry, Blaine Anderson, Brittany Pears, Kurt Hummel, Artie Abrahams et Sam Evans

## Personnalité
Mercedes possède une personnalité extravertie mais caractérielle : elle a tendance à devenir agressive lorsqu'elle est en conflit avec les autres personnages. Elle se décrit elle-même comme sassy (adjectif qu'on peut traduire par impertinente ou frondeuse), quoiqu'elle conçoit cette attitude comme un style qu'elle se donne. Sur bien des points, elle semble en effet prétendre ne pas se soucier du regard des autres alors qu'elle le subit énormément. On peut en avoir l'illustration dans le discours qu'elle tient sur son poids : elle en a secrètement honte mais raconte à qui veut l'entendre qu'elle le considère comme extrêmement séduisant. Sa rivalité très appuyée avec Rachel cache aussi un complexe d'infériorité assez évident 
vis-à-vis d'elle. Mis à part ses insécurités, Mercedes est un des membres les plus loyaux et honnêtes de la chorale, toujours prête à défendre ses membres les plus en difficulté et œuvrant pour la cohésion du groupe. Pour certains, elle est même une sorte de guide moral : elle ordonne à Puck de ne pas révéler à Finn la véritable identité du père de l'enfant qu'il croit avoir conçu avec Quinn, lui rappelant que cette dernière est déjà dans une situation très difficile. Cela n'empêchera pas Mercedes de révéler ce secret à un certain nombre de personnes (pour sa défense, aucune d'entre elles n'ébruita le secret à son tour). Mercedes tend à se comparer à Beyoncé, Jennifer Lopez ou encore Christina Aguilera, et se considère comme l'experte du groupe concernant ses styles musicaux préférés, en particulier le funk.